# I-34
I-34 — підводний човен Імперського флоту Японії, який брав участь у Другій світовій війні.

## Загальні відомості
Корабель належав до типу B (він же клас I-15), представники якого мали великі розміри (їх надводна водотоннажність перевищувала підводний показник океанських підводних човнів США) та могли нести розвідувальний літак або, після переобладнання, мінісубмарину для диверсійних операцій.

## Служба на півночі
15 листопада 1942-го I-34 передали у підпорядкування П'ятому флоту, який відповідав за операції у північній зоні, включаючи Алеутські та Курильські острови. 28 листопада — 1 грудня човен перейшов до Омінато (важлива військово-морська база на північному завершенні Хонсю), а 2 грудня рушив до острова Киска (один із двох західних Алеутських островів, зайнятих японцями за пів року до того в межах Мідвейсько-Алеутської операції). Завданням І-34 була як доставка припасів, так і здійснення бойового патрулювання. 10 грудня човен розвантажився у пункті призначення, а потім близько двох тижнів курсував дещо західніше від Киски, в районі Ближніх островів (до останніх належить Атту — другий острів архіпелагу, зайнятий японцями в червні). 26 грудня 1942 — 1 січня 1943 І-34 пройшов до бази на острові Парамушир (північна частина Курильського архіпелагу).
6-15 січня 1943-го човен здійснив рейс з Парамуширу до західних Алеутів та назад, під час якого відвідав як Киску, так і Атту.
20 січня 1943-го розпочався третій похід. Спершу 25 січня І-34 вивантажив на Кисці припаси, після чого попрямував для рекогносцирування острова Амчитка (сотня кілометрів на південний схід від Киски), до якого прибув 26 січня. Далі кілька тижнів човен патрулював навколо Ближніх островів, а 23—24 лютого знову побував біля Амчитки. На цей раз І-34 виявив тут чотири кораблі, ідентифіковані як есмінці, проте не зміг вийти у атаку, лише виконав функцію радіомаяка для літаків, що здійснили рейд на Амчитку. 25 лютого човен рушив на базу та 2 березня прибув на Парамушир.
Хоча з попереднього рейсу І-34 мав повертатись одразу до Йокосуки для ремонту, проте 4 березня 1943-го човен ще раз вирушив до Алеутів із завданням патрулювати за кілька десятків кілометрів на схід від Атту (можливо відзначити, що 10 березня два транспорти доставили припаси на Атту, при цьому до їх прикриття залучили великий загін із 2 важких та 3 легких крейсерів і 5 есмінців). 12 березня човен полишив район патрулювання та 18 березня нарешті прибув до Йокосуки, де проходив ремонт до середини квітня.
25 квітня 1943-го І-34 вирушив з Йокосуки до Омінато, звідки на початку травня вирушив у черговий транспортний рейс до Киски, куди прибув 8 травня. За кілька діб по тому, 11 травня, американці розпочали операцію по узяттю під контроль Атту, як наслідок, 12 травня човен отримав наказ діяти проти ворожих кораблів в районі останнього острова. Наступної доби І-34 пережив атаку глибинними бомбами, яку, ймовірно, виконав есмінець, що охороняв лінійний корабель «Пенсильванія» (можливо відзначити, що 15 травня цей же лінкор невдало атакує інший японський підводний човен I-35). У підсумку досягнути якихось успіхів у діях проти ворожих кораблів І-34 не вдалось і 29 травня човен завершив похід на Парамуширі.
Протягом червня 1943-го І-34 здійснив два транспортні рейси до Киски, забезпечуючи не лише постачання припасів, але й евакуацію гарнізону. Перший з цих походів виявився вдалим і 9 червня човен доправив 14 тонн вантажів та прийняв на борт 80 осіб, після чого 13 червня повернувся на Парамушир. Наступний вихід тривав з 17 по 22 червня, при цьому І-34 відізвали з півдороги.
На той час вже готувалась операція з евакуації гарнізону Киски надводними кораблями і 2 липня 1943-го І-34 вийшов у море для її прикриття. У цьому поході човен діяв на схід від зазначеного острова, де, зокрема, був 8 липня без успіху атакований глибинними бомбами біля Константайн-Гарбор (острів Амчитка). 23 липня І-34 повернувся на Парамушир (можливо відзначити, що в першій половині липня відбувся перший вихід загону надводних кораблів до Киски, який не вдався через погодні умови, і лише наприкінці липня другий вихід дозволив евакуювати гарнізон).
24-29 липня 1943-го І-34 пройшов з Парамуширу до Куре, а потім став на ремонт у Кобе.

## Участь у місії «Янагі»
Після ремонту корабель вирішили залучити в операції «Янагі», яка передбачала походи підводних човнів до Німеччини з метою обміну технічною інформацією та стратегічними матеріалами. 13-22 жовтня 1943-го І-34 пройшов з Куре до Сінгапуру, де прийняв на борт вантаж олова, вольфраму, натурального каучуку та опію. Також з човном мали прямувати 5 пасажирів, проте лише один залишився на борту у Сінгапурі, тоді як інші мали приєднатись у Пенанзі (порт на західному узбережжі Малаї, де в часи війни знаходилась головна база японських човнів, що діяли у Індійському океані).
11 листопада 1943-го І-34 вирушив до Пенангу. Втім, його вже очікував британський підводний човен «Таурус», який отримав попередження від розвідки. Вранці 13 листопада з британського корабля помітили І-34 у надводному положенні та випустили по ньому шість торпед. Одна у них уразила японський човен в районі бойової рубки та потопила його. І-34 ліг на дно на глибині 35 метрів, при цьому два десятки моряків опинились у незатопленому носовому відсіку. Їм вдалось відкрити палубний люк та піднятись на поверхню, де чотирнадцять моряків тієї ж доби підібрала місцева джонка то доправила до Пенангу. Разом з І-34 загинуло 84 особи.
Можливо також відзначити, що наступної доби після атаки японський мисливець за підводними човнами знайшов «Таурус» та атакував його глибинними бомбами. Втім, у підсумку британський човен сплив на поверхню та ледве не потопив мисливець своєю артилерією (лише поява японського літака змусила «Таурус» знову зануритись та припинити бій).